# Москвоведение
Москвове́дение — одна из отраслей краеведения, занимающаяся изучением Москвы; учебный предмет в московских средних школах.

## Термин
Хотя термин «москвоведение» является относительно новым и ещё не до конца устоявшимся, С. С. Илизаров считает, что наличие пласта научной и художественной литературы о Москве уже в XVIII веке позволяет применить этот термин к той эпохе. По его словам, «применение понятия „москвоведение“ по отношению к массиву работ о Москве, написанных в XVIII в., в определённом смысле более справедливо, чем к последующему периоду». Москвоведение — это не только собственно научные и междисциплинарные исследования, включая традиции краеведения, но и разнообразные исследовательские практики взрослых, специалистов в разных сферах, творчество молодежи и школьников, предполагающее сочинения-эссе, игры и принцип занимательности в познании любимого города.
Термин «москвоведение» является комплексным, не сводится к изучению истории Москвы и даже, по мнению С. С. Илизарова, исключительно к краеведению.

## В московских школах
Краеведение в московских школах появилось в 1920-х годах (термина «москвоведение» ещё не было) и носило активный характер: предполагалось, что ученики будут заниматься исследовательской деятельностью, в основном обследованием близлежащих фабрик и заводов. В период 1927—1936 годов произошёл общий разгром краеведения в СССР, преподавание в школах прекратилось.
Вновь москвоведение появилось в школах в 1994 году, современные учебники в основном предназначены для 8-9 классов.

## Высшее образование
Специализация «москвоведение» существует:
- в РГГУ на кафедре региональной истории, выпускающей 15 человек в год;
- в трёх педагогических вузах (Московский гуманитарный педагогический институт + [каких?]);
- в Институте инженерной экологии (МИХМе)
- в Институте журналистики и литературного творчества (ИЖЛТ)[6].

## Известные москвоведы
- Александр Анатольевич Васькин — писатель, журналист, историк.
- Михаил Юрьевич Жебрак — журналист, телеведущий.
- Александр Иванович Курбатов — поэт, слэмер, педагог.
- Александр Павлович Усольцев — лингвист, видеоблогер.